# Korea Development Bank
Korea Development Bank (KDB Bank, SWIFT: KODBKRSE) – państwowy bank inwestycyjny w Korei Południowej. Został założony w 1954 r. na mocy ustawy Korea Development Bank Act w celu finansowania i zarządzania dużymi projektami przemysłowymi oraz przyspieszenia rozwoju przemysłowego Korei.
Jako 61. największy globalny bank (The Banker – Top 1000 World Bank w 2018 r.), KDB Bank nie tylko wspiera rozwój strategicznych branż, ale także wspiera firmy znajdujące się w trudnej sytuacji poprzez restrukturyzację i zapewnia kapitał na strategiczne projekty rozwojowe. Od 2000 r. zdywersyfikował się na usługi bankowości inwestycyjnej i działa jako CIB (Bank Komercyjny i Inwestycyjny).
KDB Bank uratował wiele dużych firm podczas poważnego kryzysu finansowego, zwłaszcza w 1997 podczas azjatyckiego kryzysu finansowego i kryzysu finansowego z lat 2007–2009.

## Biura
- Oddziały krajowe: Przeszło 69 lokalizacji w Korei Południowej[3].
- Filie Międzynarodowe: Chiny (Hongkong), Węgry (Budapeszt), Uzbekistan (Taszkent), Brazylia (São Paulo), Irlandia (Dublin)[3].
- Oddziały międzynarodowe: USA (Nowy Jork), Wielka Brytania (Londyn), Singapur (Singapur), Japonia (Tokio), Chiny (Pekin, Szanghaj, Guangzhou, Shenyang, Qingdao)[3].
- Przedstawicielstwa: Filipiny (Manila), Wietnam (Ho Chi Minh), Tajlandia (Bangkok), Australia (Sydney), Niemcy (Frankfurt), Zjednoczone Emiraty Arabskie (Abu Zabi), Rosja (Moskwa), Chiny (Rangon)[3].

## Historia

### Założenie
KDB Bank został założony w 1954 roku, aby dostarczać i zarządzać głównym kapitałem przemysłowym oraz, aby pomóc w rozwoju koreańskiego przemysłu i gospodarki narodowej.

### Lata 50. XX w.

#### Wspieranie odbudowy kraju
- Renowacja obiektów przemysłowych zniszczonych podczas wojny koreańskiej, w tym podstawowych gałęzi przemysłu, takich jak obejmujących elektryczność, węgiel i cement[3].

### Lata 70.XX w.

#### Umacnianie rozwoju Korei
- Zapewnienie finansowania dla przemysłu ciężkiego, od energetyki po przemysł chemiczny i zorientowany na eksport, zgodnie z 5-letnim rządowym planem rozwoju gospodarczego[3].
- Inicjowanie nowych przedsięwzięć finansowych, takich jak gwarantowanie papierów wartościowych i gwarancja obligacji korporacyjnych[3].

### Lata 80. XX w.

#### Utrzymanie długoterminowego finansowania przemysłu
- Intensywne wsparcie przemysłu motoryzacyjnego i elektronicznego poprzez długoterminowe finansowanie kredytowe w celu zbudowania stabilnej bazy wzrostu gospodarki narodowej[3].
- Niezależne pozyskiwanie funduszy poprzez emisję obligacji Industrial Finance Bonds (IFB) za granicą, pełniących rolę głównej instytucji finansowej instrumentu długoterminowego[3].

### Lata 90. XX w.

#### Świadczenie usług bankowości korporacyjnej
- Wsparcie dla branż intensywnie wykorzystujących technologię, w tym półprzewodników[3].
- Wzmocnienie kompleksowych usług bankowości korporacyjnej w celu wsparcia globalnej ekspansji klientów korporacyjnych[3].

### Lata 2000–2010

#### Nowa polityka finansowa
W zorientowanym na rynek paradygmacie gospodarczym:
- Zakończenie świadczenia uniwersalnych usług bankowych[3].
- Wsparcie ogólnokrajowych projektów infrastrukturalnych[3].
- Rozwiązanie problemów finansowych poprzez objęcie przywództwa w restrukturyzacji przedsiębiorstw[3].

#### Bankowość rozwoju dla nowej normy
- Przeniesienie ukierunkowania wsparcia z głównych konglomeratów na średnie przedsiębiorstwa[3].
- Pomóż w rozwoju w okresie czwartej rewolucji przemysłowej poprzez poszerzenie funduszu inwestycyjnego[3].
- Proaktywna restrukturyzacja dużych korporacji w celu uniknięcia poważnych problemów finansowych[3].

## Operacje i usługi

### Bankowość korporacyjna
- Corporate Banking
- Corporate Restructuring

### Investment Banking
- M&A
- Venture Capital
- Project Finance
- Private Equity

### International Banking
- Syndication
- Structured Finance
- F/X Trading
- Trade Finance

### Indirect Financing
- On-lending
- SME Venture Capital Fund

### Pozostałe formy
- Consulting
- Consumer Banking
- Trust & Pension

## Podmioty zależne
KDB Capital
- Założona jako firma leasingowa i zdywersyfikowana w kierunku bankowości korporacyjnej i inwestycji VC/PE

KDB Infra (KDB Infrastructure Investments Asset Management)
- Główny inwestor w projekty infrastrukturalne w Korei

KDB Investment
- Restrukturyzacja korporacyjna PEF dla aktywów w ramach KDB Bank